# آشیل تریبویه
آشیل تریبویه (فرانسوی: Achille Tribouillet‎؛ ۲۵ دسامبر ۱۹۰۲ – ۱۹۶۸ (۶۵−۶۶ سال)) بازیکن واترپلو اهل فرانسه بود.
وی در مسابقات کشوری و بین‌المللی در مجموع برندهٔ ۱ مدال برنز شده‌است.